# 28 Hotel Rooms
Pour plus de détails, voir Fiche technique et Distribution.
28 Hotel Rooms est un film américain écrit et réalisé par Matt Ross — son premier long métrage — sorti en 2012, avec comme acteurs principaux Chris Messina et Marin Ireland. Il se déroule intégralement dans des chambres d'hôtel. 

## Synopsis
Un romancier et une comptable d'entreprise entretiennent une liaison sur une période de plusieurs années, en ne se rencontrant que lorsqu'ils se déplacent pour le travail dans une ville éloignée de chez eux. Le film adopte un parti pris minimaliste : l'ensemble des scènes du film se déroule exclusivement dans les chambres d'hôtel dans lesquelles les deux amants se rencontrent.

## Distribution
- Chris Messina : l'homme
- Marin Ireland : la femme
- Robert Deamer : barman (comme Robert E. Deamer Jr.)
- Anne H. Wilson : patronne de bar
- Yaitza Rivera : patron de bar (comme Yaitza Rivera Dimeo)
- Paul Day : patron de bar
- Marine Buton : patronne de bar
- Matthew L. Oliva : patron de bar
- Brett Collier : patron du bar (comme Brett Collieb)
- Justin Stevenson : hôte
- Brandon Dexter : hôte
- Courtney Krings : hôte
- Jomar Gomez : hôte

## Production
L'idée originale de Matt Ross était de réaliser un film intimiste traitant d'une relation intime en plaçant la focale davantage sur l'histoire des personnages que sur l'intrigue. Matt Ross déclare : « la genèse de ce film est née de conversations que j'ai eues avec Chris Messina ».
Après deux semaines de répétition, le tournage  commença à Los Angeles et se poursuivit pendant environ deux semaines. Pendant ce temps, Marin Ireland faisait des allers-retours entre Los Angeles et New York, où elle tournait la mini-série HBO Mildred Pierce. Le film fut monté au cours des deux mois qui suivirent et il a été décidé que certaines scènes additionnelles étaient nécessaires afin de mieux définir la relation entre les deux personnages. Ces ultimes scènes furent tournées à New York au cours d'une autre semaine. Le tournage du film dura approximativement 18 jours.
Avant et pendant le tournage du film, Ross a encouragé les acteurs à prendre activement part à son développement : Matt Ross en tira 49 heures de rushes, pour une partie scénarisés et pour l'autre improvisés. En  postproduction, de nombreuses versions achevées du film furent montées, avec des scènes disposées dans différents ordres, une multiplicité d'intrigues intégrant notamment un variété de propositions pour l'ouverture du film ainsi que pour son épilogue. Une version finale fut ensuite sélectionnée.

## Critiques
Sur Rotten Tomatoes, le film obtient un score d'approbation de 47% basé sur les critiques de 15 critiques. Metacritic lui attribue une note de 50% sur la base des avis de 10 critiques.
Variety n'a trouvé le film ni particulièrement tragique ni stimulant intellectuellement en dépit de la bonne alchimie entre les acteurs principaux. Slant lui a donné 1,5 étoiles sur 4. The Village Voice a estimé que les personnages n'étaient pas suffisamment travaillés et qu'une sorte d'approche rudimentaire et minimaliste du film empêchait une connaissance plus approfondie de leur vie. The New York Times n'a pas non plus été impressionné, louant la qualité du jeu mais relevant l'absence de toute tension dramatique ou de passion dans les interactions entre les personnages.